# إدمان القمار
إدمان القمار (أو إدمان المقامرة) هي نوع من السلوك القهري الذي يدفع صاحبه إلى القمار بشكل مستمر ومتواصل رغم وجود حاجة إلى التوقف لكنه يواصل رغم معرفته بالعواقب والتبعات السلبية.
في البداية كانت الجمعية الأمريكية للأطباء النفسيين قد صنفت القمار المرضي على أنه اضطراب التحكم في الاندفاع impulse control disorder أكثر من كونه إدماناً؛ ثم أعاد الدليل التشخيصي والإحصائي للاضطرابات النفسية في إصداره الخامس (DSM-5) تصنيف إدمان القمار وذلك بشكل مشابه لإدمان العقاقير، وبذلك أصبحت مصطلح إدمان القمار معترفاً به.
كما وجد الباحثون أن الارتباط والعلاقة البينية بين القمار المرضي وبين إدمان العقاقير أكثر صلة من العلاقة بين القمار المرضي والاضطراب الوسواسي القهري، وذلك عائد بشكل كبير إلى أن السلوكيات في إدمان القمار وإدمان العقاقير تسعى إلى تحفيز آليات إثابة العقل، في حين أن السلوكيات المميزة للاضطراب الوسواسي القهري تكون مدفوعة من إشارات مفرطة التحفيز وإشارات في غير موضعها من قبل آليات مخاوف العقل.

## اقرأ أيضاً
- إدمان
- سلوك قهري
- اضطرابات المال